# Thermia Värme AB
Thermia AB är ett svenskt företag som tillverkar värmepumpssystem för uppvärmning, varmvatten och kyla. Produktionen är primärt placerad i Arvika, Värmlands län, där även huvudkontoret är beläget. I Arvika finns även Thermiamuseet som ligger i samma lokaler som Thermia verkade under åren 1923 – 1968. Thermia tillverkade världens första värmepump med inbyggd varmvattenberedare år 1973.

## Historia
Thermia grundades i Arvika av Per Andersson (1861–1942), som i sin ungdom tillverkade vedeldade kokspisar. Mellan 1918 och 1920 var han ordförande i den statliga Bränslekommissionen, där han utvecklade sitt intresse för värmetekniska lösningar. År 1923 bildades aktiebolaget Thermia-Verken som inriktade sin tillverkning på kokspisar, värmeledningspannor och varmvattenberedare. 
År 1973 tillverkades den första värmepumpen med inbyggd vattenberedare, och under samma decennium startade Thermia även en skola för återförsäljare av värmepumpar. Ingen fick bli återförsäljare utan dokumenterad kunskap. Skolan finns än idag.
Mellan 1980 och 2000 utvecklades värmepumparna ytterligare då de fick mer avancerade funktioner som effektiviserade värmeöverföringen och inte tog lika stor plats som tidigare. Under 2000-talet presenterade Thermia den första värmepumpen som kunde styras och övervakas på distans. 2005 lanserades den första bergvärmepumpen med varvtalsstyrning.

## Verksamhet
Thermia ägs av det tyska företaget Stiebel Eltron, som grundades 1924. Thermia har en omsättning på drygt 1400 miljoner SEK per år. Thermias värmepumpar marknadsförs och säljs under varumärket Thermia.

## Forskning
Thermia har sedan 2007 ett 3 000 kvadratmeter stort forskningscenter i Arvika. Där testas värmepumpar i bland annat arktiskt och tropiskt klimat. Där finns även ljudrum där pumparnas bullernivå kan mätas.

## Produkter
- Bergvärmepumpar hämtar solenergi som finns lagrad i berggrunden.
- Markvärmepumpar hämtar solenergi som finns lagrad i markytan.
- Sjövärmepumpar hämtar solenergi som lagrats i sjövatten.
- Luft/vattenvärmepumpar hämtar solenergi som lagrats i uteluften.